# Mitsubishi A5M
Le Mitsubishi A5M, ou « chasseur embarqué Type 96 » (九六式艦上戦闘機, kyū-roku shiki kanjō sentōki), aussi connu sous son nom de code allié, Claude, est un avion de chasse japonais qui entra en service en 1936 et qui servit au sein du Service aérien de la Marine impériale japonaise. Il était alors le premier chasseur embarqué monoplan au monde, fut employé pour la première fois durant la Seconde Guerre sino-japonaise avec succès et fut relégué aux unités de seconde ligne et d'entraînement durant la Seconde Guerre mondiale. Il fut conçu par l'ingénieur Jirō Horikoshi, qui concevra plus tard le célèbre A6M Zero considéré comme étant le meilleur chasseur japonais de l'époque. C'est d'ailleurs ce dernier appareil qui remplaça le A5M dans les unités de première ligne embarquées à bord des porte-avions jusqu'à la fin de la guerre.

## Historique

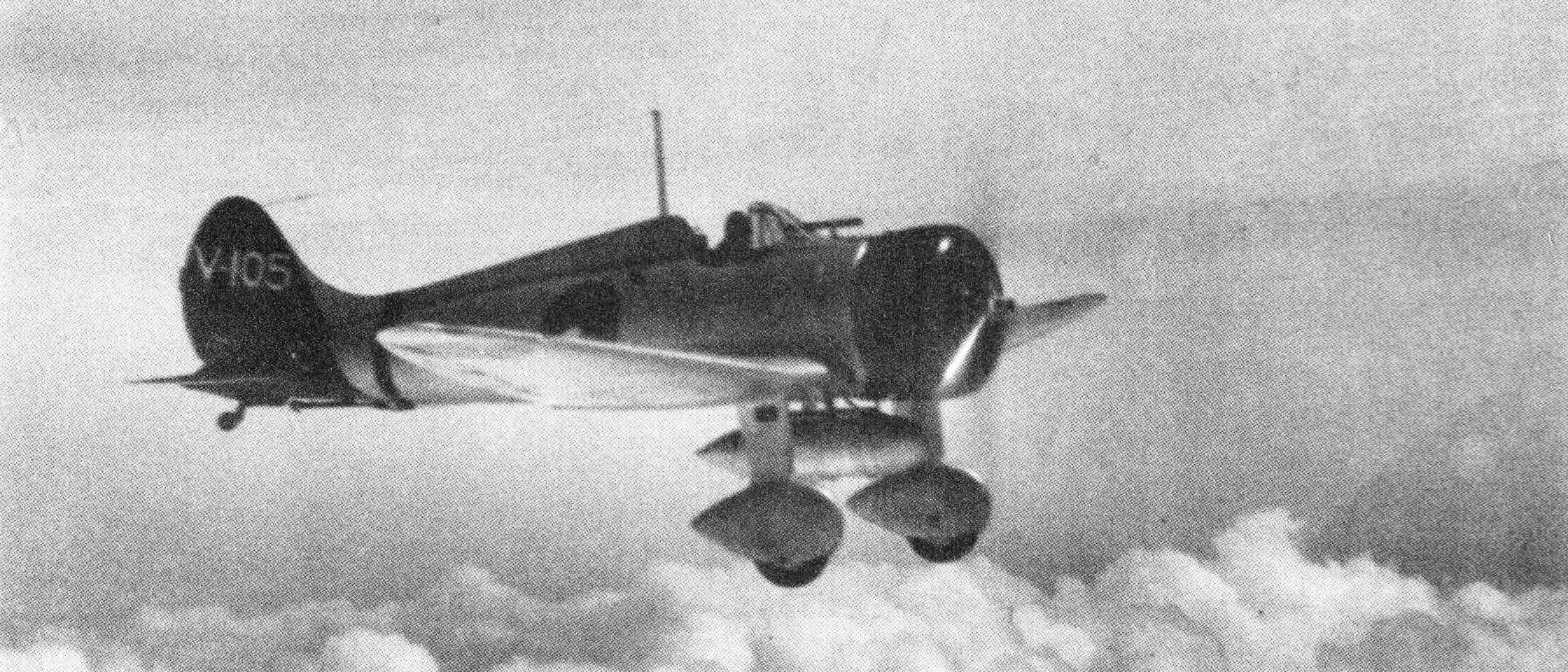
Un A5M du porte-avions Akagi entre 1938 et 1939.

L'histoire de l'A5M commence en février 1934 lorsque l'État-major de l'Air de la Marine impériale japonaise lance un appel d'offres (appelé 9-shi) pour un chasseur monoplace devant correspondre à un cahier des charges relativement exigeant pour l'époque. L'avion devra en effet atteindre la vitesse maximale de 350 km/h à 3 000 m d'altitude, soit 20 % de plus que celle du Nakajima A2N, l'avion embarqué sur les porte-avions japonais (l'Akagi, le Hosho, le Ryūjō et le Kaga) et destiné à être remplacé par le A5M. Ce cahier des charges stipulait aussi que l'avion devrait grimper à 5 000 m d'altitude en 6 min 30 s, être armé de deux mitrailleuses de 7,7 mm avoir une envergure n'excédant pas 11 m et une longueur de 8 m maximum, des dimensions relativement réduites nécessaires pour l'embarquement sur les porte-avions.
Mitsubishi décide alors de répondre à cet appel d'offres face à Nakajima et charge l'ingénieur Jirō Horikoshi et son équipe de concevoir un prototype. Horikoshi décide alors de s'inspirer de la conception entièrement métallique des chasseurs français Dewoitine. Le prototype, nommé Ka-14, est terminé en janvier 1935 et effectue son premier vol le 4 février. Ce prototype de conception entièrement métallique était doté d'un fuselage en aluminium, d'un rivetage sans aspérités, d'une aile basse elliptique, d'un train d'atterrissage fixe caréné, d'un moteur en étoile de neuf cylindres Kotobuki 5 développant 550 ch.

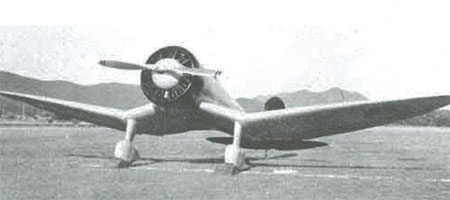
Prototype aux ailes en mouette inversée.

Il atteint la vitesse de 449 km/h, une performance remarquable pour l'époque. Cependant, des problèmes de stabilité et une faiblesse du propulseur menèrent à quelques modifications et un nouveau prototype doté cette fois-ci d'un Kotobuki 3 sans réducteur fut construit. Ce prototype fut suivi de cinq autres équipés d'autres moteurs. L'appareil de Nakajima étant inférieur, le Ka-14 remporta l'appel d'offres.
Fin 1936, la Marine impériale japonaise commanda une construction en série de l'appareil, désigné A5M1 (ou chasseur embarqué Type 96 modèle 1). La version de cette première série se caractérisait par un moteur Kotobuki 2 KAI-Ko et d'une réserve de carburant passant de 200 à 330 l.